# Fatma Zohra Zamoum
Fatma Zohra Zamoum (sinh ngày 19 tháng 1 năm 1967) là một nhà văn, nhà làm phim và nhà giáo dục người Pháp gốc Algérie.

## Tiểu sử
Zamoun được sinh ra ở Bordj Menaïel ở phía bắc Algeria. Sau khi theo học trường Mỹ thuật ở Algiers (1985, 191988), cô đến Paris, nơi cô tốt nghiệp ngành Quay phim và Nghiên cứu nghe nhìn từ Sorbonne năm 1995. Bà chia thời gian của mình giữa Algiers và Paris, theo đuổi sở thích chính của mình, vẽ tranh, tiểu thuyết và điện ảnh.
Z'har (2009) là bộ phim đầu tiên của Zamoun, mô tả những cảnh trong vụ bạo lực mà Algiers đã trải qua trong những năm 1990. Năm 2005, bà đã sản xuất bộ phim tài liệu ngắn La Pelote de Laine và cũng là tác giả của nhiều cuốn sách bao gồm Comment j'ai fumé tous mes livres (2006). Năm 2011, bà đã sản xuất một bộ phim truyện thứ hai Kedach Ethabni (Combien tu m'aimes) kể về câu chuyện Adel bé nhỏ đối phó với một khoảng thời gian với bà ngoại sau khi bố mẹ anh chia tay.

## Công trình
- 1995: Hình ảnh chuyến đi, phim tài liệu
- 1996: Leçon de chokes, phim tài liệu
- 1999: À tous ceux qui partent, tiểu thuyết
- 2003: Le Vingtième Siècle dans la peinture algérienne, tác phẩm phi hư cấu
- 2004: La Maison de Roy Azdak, phim tài liệu
- 2005: La Pelote de laine, phim tài liệu
- 2006: Bình luận j'ai fumé tous mes livres, tiểu thuyết
- 2009: Z'har (Un) Lucky, phim thử nghiệm
- 2009: Le Docker noir, phim tài liệu
- 2012: Kedach Ethabni hay How Big Is Your Love, phim truyện